# Acalolepta loriai
Acalolepta loriai là một loài bọ cánh cứng trong họ Cerambycidae.